# عباس جدیدی
عباس جدیدی (زادهٔ ۲۳ دی ۱۳۴۸ در تهران) کشتی‌گیر بازنشسته و نماینده مردم در شورای اسلامی شهر تهران و ری و تجریش بود. او در دوران قهرمانی خود در دسته‌های سنگین‌وزن و فوق سنگین‌وزن کشتی آزاد برندهٔ مدال نقره المپیک ۱۹۹۶ آتلانتا، قهرمان مسابقات قهرمانی کشتی جهان در سال ۱۹۹۸ و برندهٔ مدال طلا و نقرهٔ دو دورهٔ پیاپی بازی‌های آسیایی در ۱۹۹۸ بانکوک و ۲۰۰۲ بوسان شد. جدیدی همچنین قهرمان دو دورهٔ مسابقات قهرمانی کشتی آسیا در سال‌های ۱۹۹۳ و ۱۹۹۶ است.
جدیدی در دستهٔ ۹۰ کیلوگرم در مسابقات قهرمانی جهان ۱۹۹۳ با شکست مدعیانی از جمله ماخاربک خاداراتسف روس و ملوین داگلاس آمریکایی قهرمان جهان شد اما با مثبت شدن تست دوپینگ او، علاوه بر پس‌گرفتن مدال طلای این مسابقات به مدت دو سال از حضور در میادین محروم شد. او پس از بازگشت به کشتی به دلیل جایگزینی رسول خادم در این دسته و قهرمانی خادم در قهرمانی جهان ۱۹۹۴، مجبور شد به دستهٔ بالاتر (سنگین‌وزن) صعود کند. جدیدی پس از کسب مدال‌های برنز و طلای قهرمانی جهان در سال‌های ۱۹۹۵ و ۱۹۹۸ و مدال نقرهٔ المپیک ۱۹۹۶ آتلانتا در یک فینال بحث‌برانگیز برابر کرت انگل آمریکایی، به دستهٔ فوق سنگین رفت و به مدال برنز قهرمانی جهان ۱۹۹۹ آنکارا، مقام چهارم المپیک ۲۰۰۰ سیدنی و مدال نقرهٔ بازی‌های آسیایی ۲۰۰۲ رسید.
جدیدی در سال ۲۰۰۲ پس بازنشستگی به مربیگری در کشتی روی‌آورد و علاوه‌بر مربیگری در باشگاهش، مربی تیم ملی کشتی آزاد ایران در جام جهانی کشتی ۲۰۰۶ ساری بود. او وارد انتخابات شورای شهر تهران شد و به عضویت در چهارمین دوره شورای شهر تهران از سال ۱۳۹۲ تا ۱۳۹۶ درآمد. او در لیست اصولگرای زاگرسیان ایران اسلامی قرار داشت.

## دوران ورزش قهرمانی
جدیدی در قهرمانی آسیا ۱۹۹۲ پس از کشتی‌گیری از مغولستان به مدال نقره وزن ۹۰ کیلو رسید. در سال ۱۹۹۳ در قهرمانی آسیا در وزن ۱۰۰ کیلو به مدال طلا رسید ولی برای انتخابی قهرمانی جهان در ۹۰ کیلوگرم کشتی گرفت و با شکست رسول خادم در یک رقابت نزدیک به عضویت تیم ملی در دستهٔ ۹۰ کیلوگرم درآمد. وی در اولین حضور جهانی خود در تورنتو ۱۹۹۳ ماخاربک خادارتسف روس را که هفت دوره پیاپی قهرمان جهان و المپیک در این وزن شده بود، شکست داد و در فینال ملوین داگلاس کشتی‌گیر سیاه‌پوست آمریکایی را ۱–۲ مغلوب کرد. دیداری که داوری آن بحث‌انگیز بود. اما مدال طلای جدیدی به دلیل استفاده از داروی نیروزا پس گرفته شده و او دو سال از حضور در رقابتهای رسمی محروم شد.
جدیدی در سال ۱۹۹۵ دوباره به میدان کشتی برگشت. در آن زمان رسول خادم دو بار پیاپی قهرمان ۹۰ کیلو جهان شده و جدیدی ناچار شد به وزن ۱۰۰ کیلو برود. وزن طبیعی جدیدی در آن زمان کمتر از ۱۰۰ کیلو بود. وی در قهرمانی جهان ۱۹۹۵ بسیار آماده ظاهر شد اما بر اثر یک بدل‌کاری در یکی از مسابقه‌ها هنگام اجرای بارانداز ضربه فنی شد و به گروه بازنده‌ها رفت و توانست مدال برنز را بگیرد. جدیدی سال بعد در المپیک ۱۹۹۶ آتلانتا باز هم به میدان رفت و تا فینال را با اقتدار بالا آمده و حتی لری خابلوف برندهٔ چندین مدال طلای المپیک و جهان را به راحتی شکست داده بود. او در فینال رویاروی کرت انگل آمریکایی قهرمان سال گذشته جهان ایستاد و پس از تساوی در وقت قانونی و اضافه با رأی داوران بازنده اعلام شد. جدیدی بسیار معترض بود و معتقد بود او برنده کشتی بوده‌است.
جدیدی سال بعد در مسابقه انتخابی تیم ملی شرکت نکرد و به همین دلیل عبدالرضا کارگر به جای او در ترکیب تیم ملی برای مسابقه قهرمانی جهان ۱۹۹۷ قرار گرفت. سال ۱۹۹۸ قهرمانی جهان در تهران برگزار می‌شد و جدیدی موفق شد یکی از سه طلای ایران را در این مسابقات کسب کند. او در این مسابقات باز هم ملوین داگلاس، که پس از خداحافظی کرت انگل دوباره در ترکیب تیم ملی کشتی آمریکا قرار گرفته بود، را شکست داده و در فینال نیز مارک گارمولویچ لهستانی را مغلوب کرد. جدیدی که با تغییر وزن‌های کشتی در ۹۷ کیلو مسابقه می‌داد در همین سال در بازی‌های آسیایی بانکوک هم برنده مدال طلا شد.
سال بعد علیرضا حیدری که قهرمان ۸۵ کیلوگرم جهان شده بود تصمیم گرفت به ۹۷ کیلو بیاید و کادر فنی تیم ملی کشتی هم ترجیح داد به جای مسابقه انتخابی بین دو قهرمان جهان، از عباس جدیدی در وزن ۱۳۰ کیلو استفاده کند. جدیدی با وجود وزن پایین خود در اولین حضور جهانی خود در فوق سنگین مدال برنز قهرمان جهان ۱۹۹۹ آنکارا را دریافت کرد. او سال بعد در المپیک سیدنی نفر چهارم این وزن شد. وی در بازیهای آسیایی بوسان ۲۰۰۲ با شکست از آرتور تایمازوف به مدال نقره رسید. رقیب جدیدی برای قرار گرفتن در ترکیب تیم ملی علیرضا رضایی بود و جدیدی پس از اینکه در انتخابی مسابقات جهانی ۲۰۰۲ تهران از علیرضا رضایی شکست خورد، کشتی حرفه‌ای را کنار گذاشت.

## حاشیه‌ها
- در آبان ۱۳۹۵، ساعاتی پس از مرگ منصور پورحیدری انتشار عکسی از جدیدی با وی روی تخت بیمارستان و در وضعیتی که حال پورحیدری وخیم بود، موجی از انتقادها و واکنش‌ها را در رسانه‌ها و فضای مجازی در پی داشت. جدیدی در واکنش گفت که این عکس را او نگرفته و منتشر نکرده و شاید کار پرستاران یا خبرنگاران باشد؛ ولی متعاقباً به خاطر این عمل از جامعه ورزش، هواداران استقلال و خانواده منصور پورحیدری عذرخواهی کرد.[۵][۶]
- در بهمن ۱۳۹۵، عکسی از عباس جدیدی در حال کمک مالی از طریق کارت اعتباری به یک مؤسسه خیریه، درحالی که به دوربین نگاه می‌کرد، منتشر شد. پس از انتشار این عکس بسیاری از وب سایت‌ها نسبت به این کار واکنش نشان دادند و بسیاری از مردم به صفحه اینستاگرام عباس جدیدی هجوم بردند.[۷][۸]
- پس از حادثه پلاسکو، وی در واکنش به توئیت یکی از بازیگران سینما که از اعضای ورزشکار شورا انتقاد کرده بود، گفت: «شما که ادعا می‌کنید هنرمند هستی و حتی نمی‌توانی در سناریوهایت دو تا شاخ بز را از هم جدا کنی! چرا در مورد مدیریت شهری نظر می‌دهی و دخالت می‌کنی؟»[۹]
- در ۳۱ اردیبهشت ۱۳۹۶، در جلسه شورای شهر تهران عباس جدیدی با علیرضا دبیر درگیر شد که نزاع بین این دو قهرمان سنگین و سبک‌وزن جهان از دو هفته قبل زمانی که عباس جدیدی نتوانسته بود مجوز حضور در انتخابات شوراها را بگیرد و علیرضا دبیر را مقصر می‌دانست شروع شده بود؛ بنابراین در آن زمان تلفنی حسابی از خجالت او درآمده بود. عباس جدیدی در بخشی از گفتگو به دبیر می‌گوید: «(...) عمراً اگر بگذارم تو صحیح و سلامت در خیابان‌های تهران راه بروی.». اما جدیدی در نهایت تأیید صلاحیت می‌شود ولی جایی در لیست خدمت پیدا نمی‌کند و مجموع آراء او در تهران و با توجه به هزینه کرد وی برای تبلیغات تقریباً فاجعه‌آمیز است. در جلسه ۳۱ اردیبهشت، جو سنگینی حاکم بود، تماس دو هفته قبل و حساسیت و فشار اعلام نتایج آرا، تقریباً نه فقط جدیدی و دبیر که همه اعضای اصولگرا و غیر اصولگرای بازمانده از شورا را کمی عصبی کرده بود و دبیر در زمان رد شدن از کنار عباس جدیدی، جمله تند چند روز قبل جدیدی را به یادش آورد و تأکید کرد که هنوز روی پاهایش در شهر راه می‌رود. جدیدی سمت دبیر رفت و ضربه‌ای به او زد. دبیر هم متقابلاً سیلی عباس جدیدی را پاسخ داد، اما ضربه قهرمان سبک‌وزن که به حوالی چشم جدیدی خورده بود، پوست صورت قهرمان سنگین‌وزن را شکافت و خون جاری شد. فریادها و توهین‌ها فضای شورا را پر کرد؛ و در پی آن به گفته شاهدان، جدیدی با مأموران تماس گرفت و شکایتی علیه دبیر تنظیم کرد، اما دبیر از شورا خارج شده بود.[۱۰]